# Danni Carlos
Daniela Carlos de Araújo, mais conhecida como Danni Carlos (Rio de Janeiro, 2 de julho de 1975), é uma cantora, compositora, musicista e atriz brasileira.
Tornou-se conhecida em 2003 com uma sequência de álbuns covers de grandes sucessos do rock internacional em formato acústico, lançando Rock'n'Road (2003), Rock'n'Road Again (2004), Rock'n'Road All Night (2005) e Rock'n'Road Movies (2006). Também gravou um CD e DVD ao vivo em 2005. Já em 2007, aventurou-se em seu primeiro álbum autoral, Música Nova, que incluiu o sucesso "Coisas Que Eu Sei", que ficou em 1º lugar nas rádios do Brasil.

## Biografia
Filha de baianos, Danni se mudou para a Europa em 1997, anos 21 anos, após se formar no curso de música, passando a cantar em bares e festivais.
Em 2002, de volta ao Brasil, assinou com a BMG para lançar um projeto inédito de regravações de clássicos do rock internacional em formato acústico. Em 2003 é lançado Rock'n'Road, trazendo versões de "Torn" de Natalie Imbruglia, "Wherever You Will Go" de The Calling, "I Was Born To Love You" de Freddie Mercury, entre outras. Com o sucesso do projeto, Danni lançou mais três discos no mesmo formato: Rock'n'Road Again (2004), Rock'n'Road All Night (2005) e Rock'n'Road Movies (2006).
Paralelamente ela iniciou a carreira de atriz, interpretando a cômica mecânica Neném em Agora É que São Elas (2003), que ajudava sua amiga patricinha Pamela a se adequar a nova vida de pobre, e a guerrilheira anti-ditadura militar Renée em Cidadão Brasileiro (2006).
Em 2005, lança o quarto CD e primeiro DVD de sua carreira, Danni Carlos ao Vivo, gravado em 21 de maio no Via Funchal, São Paulo.
Em 2007 aventurou-se em seu primeiro álbum autoral, o Música Nova, que incluiu os sucessos "Coisas Que Eu Sei", primeiro lugar nas rádios do Brasil, e "Doce Sal", excursionando com sua turnê pelo país no ano seguinte.
Em 2009 ela estrelou dois filmes: a comédia romântica A Mulher Invisível e o drama lésbico Quanto Dura o Amor?. No mesmo ano ainda participou da primeira temporada do reality show A Fazenda, se tornando vice campeã. O fim de seu casamento, unido ao trauma de ter sua vida exposta no reality show fez Danni entrar em depressão e abandonar a carreira temporariamente.
Em 2013, retornou com o álbum Livre, que contou com os singles "Navio" e "Amo Você".
Em 2018, conseguiu curar-se da depressão, quando retornou aos palcos com a turnê The Rock Bar.
Em 2019, participou da telenovela Verão 90 da TV Globo.

## Vida pessoal
Começou a namorar o ator Gabriel Braga Nunes em 2005, sendo casada com ele entre 2006 e 2009.

## Discografia
| Ano  | Álbum                 | Formatos | Gravadora              |
| ---- | --------------------- | -------- | ---------------------- |
| 2003 | Rock'n'Road           | CD       | Sony Music Brasil      |
| 2004 | Rock'n'Road Again     | CD       | Sony Music Brasil      |
| 2005 | Rock'n'Road All Night | CD       | Sony Music Brasil      |
| 2005 | Ao Vivo               | CD, DVD  | Sony Music Brasil      |
| 2006 | Rock'n'Road Movies    | CD       | Sony Music Brasil      |
| 2007 | Música Nova           | CD       | Sony Music Brasil      |
| 2014 | Livre                 | CD       | Coqueiro Verde Records |

### Singles
| Ano  | Título              | Álbum       |
| ---- | ------------------- | ----------- |
| 2007 | "Coisas Que Eu Sei" | Música Nova |
| 2008 | "Doce Sal"          | Música Nova |
| 2013 | "Eu Amo Você"       | Livre       |
| 2013 | "Navio"             | Livre       |

### Outras aparições
| Ano  | Canção           | Álbum               |
| ---- | ---------------- | ------------------- |
| 2004 | "Não Leve a Mal" | Começar de Novo     |
| 2009 | "Arcanjo"        | A Fazenda           |
| 2009 | "High and Dry"   | Quanto Dura o Amor? |
| 2009 | "Without You"    | Quanto Dura o Amor? |
| 2009 | "Nature Boy"     | Quanto Dura o Amor? |

## Filmografia

### Televisão
| Ano  | Título                    | Personagem   | Notas                  |
| ---- | ------------------------- | ------------ | ---------------------- |
| 2003 | Agora É que São Elas      | Neném        |                        |
| 2005 | Quem Vai Ficar com Mário? | Karla Frida  | Especial de fim de ano |
| 2006 | Cidadão Brasileiro        | Renée Girard |                        |
| 2009 | A Fazenda                 | Participante | Temporada 1            |
| 2019 | Verão 90                  | La Donna     |                        |

### Cinema
| Ano  | Título              | Personagem |
| ---- | ------------------- | ---------- |
| 2009 | A Mulher Invisível  | Bárbara    |
| 2009 | Quanto Dura o Amor? | Justine    |

## Prêmios
| Ano  | Prêmio                 | Categoria                                    | Indicação           |
| ---- | ---------------------- | -------------------------------------------- | ------------------- |
| 2008 | Grammy Latino          | Melhor Álbum de Pop Contemporâneo Brasileiro | Música Nova         |
| 2008 | Grammy Latino          | Melhor Canção Brasileira                     | "Coisas Que Eu Sei" |
| 2010 | Prêmio FIESP de Cinema | Melhor Atriz Coadjuvante (Vencedora)         | Danni Carlos        |